# Leonardo Coelho Santos
Leonardo Coelho Santos (Rio de Janeiro, 10 aprile 1995) è un nuotatore brasiliano.

## Biografia
Ha rappresentato il Brasile ai mondiali in vasca corta di Hangzhou 2018, vincendo la medaglia d'oro nella staffetta 4x200 metri stile libero, gareggiando al fianco dei connazionali Luiz Altamir Melo, Fernando Scheffer, Breno Correia e Leonardo de Deus.

## Palmarès
- Mondiali in vasca corta

Hangzhou 2018: oro nella 4x200m sl.
Abu Dhabi 2021: bronzo nella 4x200m sl.
- Giochi panamericani

Lima 2019: argento nei 400m misti, bronzo nei 200m misti.
Santiago del Cile 2023: oro nella 4x200m sl, bronzo nei 200m misti.
- Giochi sudamericani

Asuncion 2022: oro nella 4x200m sl, argento nei 200m misti.

## International Swimming League
| Stagione 2020 | Stagione 2021 |
| ------------- | ------------- |
| Iron          | Iron          |